# Domingo de Idiáquez y Goicoechea
Domingo de Idiáquez y Goicoechea (Astigarraga 1559  - Pamplona 1619) fue un militar español con un papel destacado  en los Tercios de Flandes.
Fue gobernador del castillo de Amberes y en el año 1601 fue nombrado superintendente de la fábrica de navíos  de la Provincia de Guipúzcoa.
En el año  1617, fue nombrado virrey de Navarra, cargo que  desempeñó hasta su muerte en esta ciudad, en abril de 1619.

## Biografía
Nació en Astigarraga, municipio guipuzcoano del País Vasco (España).
Era hijo natural de Francisco de Idiaquez y a los 15 años se alistó al ejército para tomar parte en la campaña de anexión de Portugal.
En 1582 pasó a los Tercios de Flandes y en 1583 participó en el asedio de Dendermonde donde tuvo una actuación destacada.

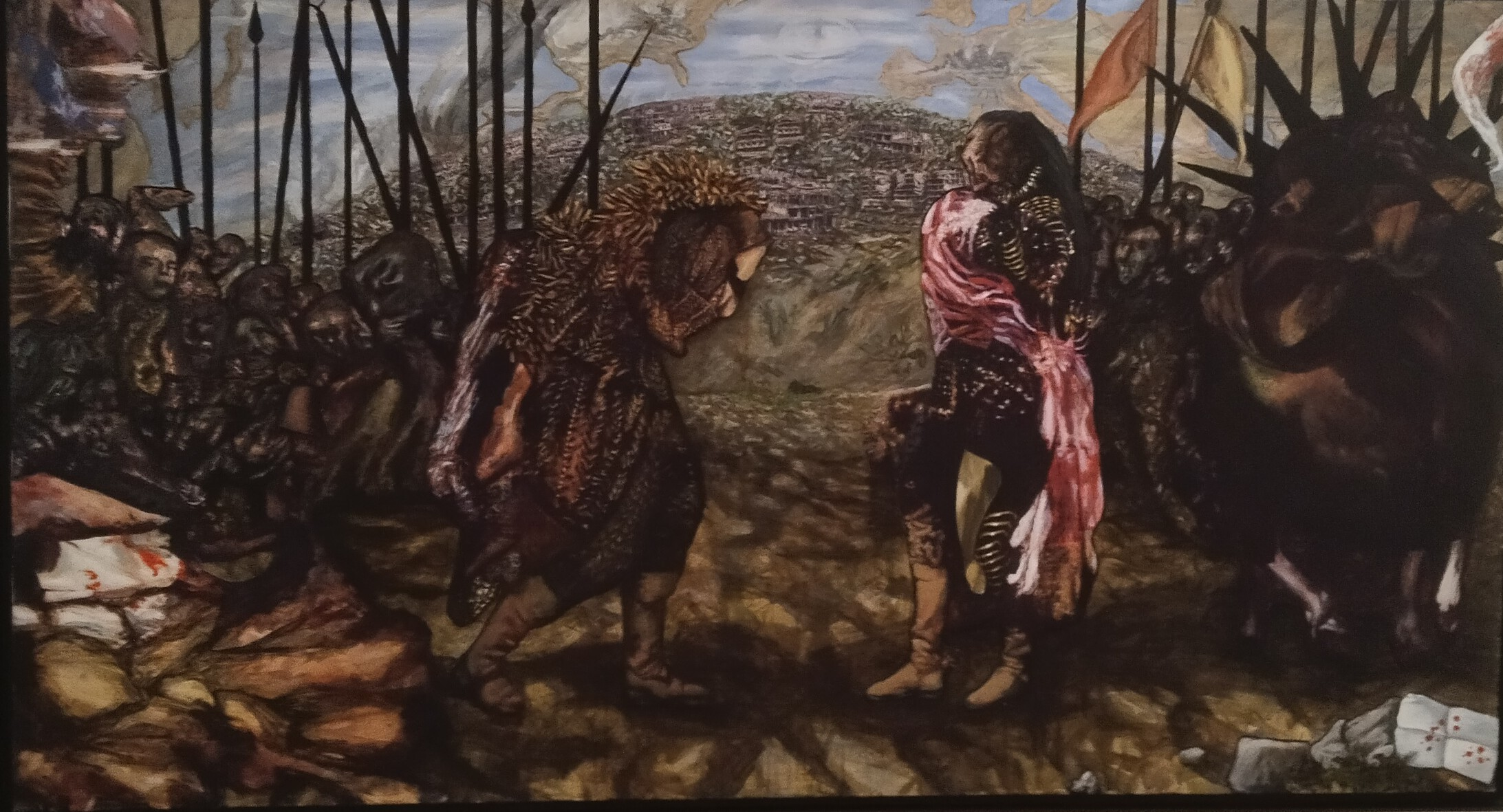
Flandes

En 1601 fue nombrado superintendente de los astilleros de Guipúzcoa.
Desde 1611 hasta 1617 fue capitán general de Melilla y en 1617 fue nombrado virrey de Navarra, cargo que ostentó hasta su fallecimiento en 1619.